# Web-brigades

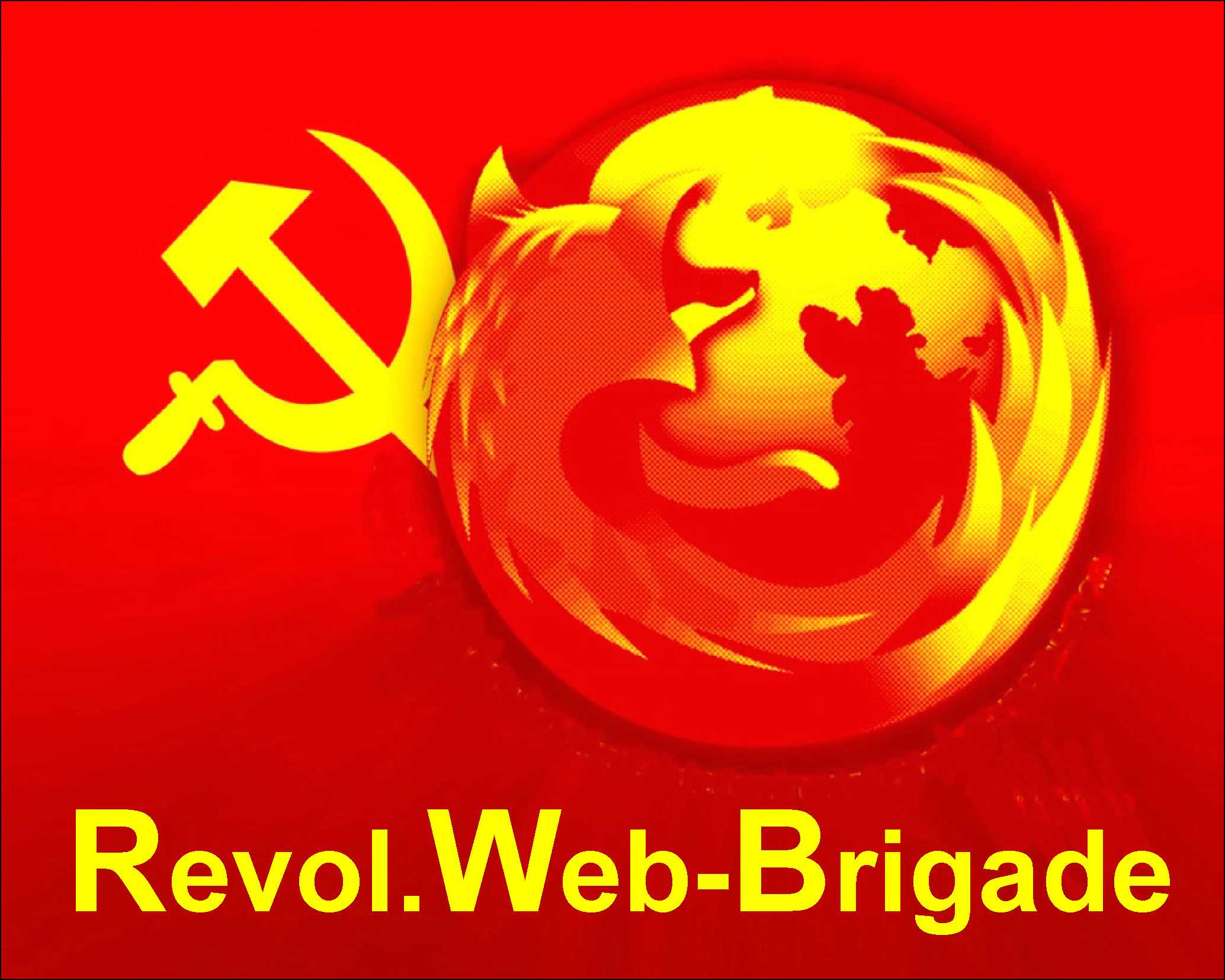
Logo d'une web-brigade

Web-brigades (en russe : Веб-бригады) est un terme créé par la journaliste russe Anna Polianskaïa, calqué sur celui de Red brigades (Brigades rouges, en russe : Красные бригады), pour dénommer des groupes d'utilisateurs du réseau informatique international, contributeurs ou hackers, qui interviennent sur Internet pour faire valoir un point de vue, effacer des données déplaisantes, défendre une cause commerciale, religieuse, idéologique, politique ou autre, et détruire les sites ou les contributions de leurs contradicteurs. Ces groupes peuvent soit se former spontanément en raison de l'identité, des convictions ou d'intérêts de leurs membres, soit être constitués et coordonnés par les instances communicantes d'une entreprise, confession, boîte à idées, parti politique ou tout autre groupe de pression.

## Émergence de l'expression
Dans un article intitulé L'Œil virtuel de Big Brother publié en avril 2003 sur le site américain Vestnik Online la journaliste russe Anna Polianskaïa révéla l'existence de groupes d'utilisateurs reliés au FSB, qu'elle dénomma web red brigades. Un autre journaliste russe par ailleurs proche de Vladimir Poutine (membre du conseil stratégique national) Aleksandr Ioussoupovski réplique dans le Journal russe du 25 avril 2003, édité par le politologue Gleb Pavlovski qu'elle était paranoïaque et que son affirmation relevait de la théorie du complot. En février 2009, l'opposante Tatiana Kortchevnaïa révèle avoir elle-même fait partie d'une web-brigade d'opposants à Vladimir Poutine. Après ces aveux, l'expression web-brigades, vigoureusement contestée et considérée comme un fantasme par de nombreux commentateurs tels ceux du RIO-Centre, se répand dans le milieu des journalistes : par exemple, dans son documentaire de 2011 Hackers, ni dieu ni maître, Fabien Benoît présente entre autres la Web-brigade ultranationaliste russe Nashii, dirigée par Konstantin Goloshkokov qui, pour punir l'Estonie d'avoir déboulonné un monument symbolisant l'occupation soviétique, a réussi en avril 2007 à saturer et bloquer la majeure partie des systèmes informatiques de ce pays.

## Exemples, objectifs
Les Nashii, également appelés trolls russes, russobots ou kremlins peuvent être parrainés par l'Internet Research Agency créée à Saint-Petersbourg par Evgueni Prigojine. Ils diffusent anonymement ou par divers porte-parole officiels ou officieux, la propagande Internet parrainée par l'État (en) russe,,,,,,,,,.
À titre d'exemple, les Nashii ont mené des opérations d'influence en ligne pour le compte du gouvernement russe, en lien peut-être avec une frange d'extrême-droite des services de renseignement anglo-saxons et à l'aide de faux comptes sur les plus grands réseaux sociaux, journaux en ligne, forums de discussion ou encore sur des services d'hébergement de vidéos. Ces web-brigades publient massivement des posts diffuser :
- le point de vue de Vladimir Poutine sur la politique qu'il mène en Ukraine (depuis la Crise de Crimée et la Guerre du Donbass[15] jusqu'à l'invasion de l'Ukraine par la Russie en 2022[16])[15] ;
- des accusations de diverses nature contre l'opposant Alexeï Navalny et l'opposition russe en général[17] ;
- des justifications de la politique de Bachar el-Assad et l'intervention militaire de la Russie en Syrie[18] ;
- le point de vue de Donald Trump lors de l'élection présidentielle américaine de 2016 afin de discréditer et affaiblir les États-Unis[19] ;
- le point de vue des partisans du Brexit afin de discréditer et affaiblir le Royaume-Uni[20] et dans cette même logique d'affaiblissement l'Union européenne, le point de vue des opposants à l'indépendance de l'Écosse en 2014 qui aurait maintenu celle-ci dans l'UE[21] ;
- le point de vue de l'ancien soviétique Avigdor Liberman devenu homme politique ultra-nationaliste en Israël, et celui du premier ministre d'Israël Benyamin Netanyahou[22] ;
- des points de vue des opposants au président de la République française Emmanuel Macron, pro-européen, libéral et partisan de la maintenir la présence française en Afrique[23],[24].

À l'encontre des Nashii, les Anonymous ou elfes sont les dissidents, militants de la démocratie, des droits de l'homme ou de l'ancienne ONG Mémorial (dissoute par le Kremlin), journalistes ou simples citoyens qui luttent contre la désinformation des trolls pro-russes sur Internet, et sont considérés par les autorités russes comme des espions ou des agents d'influence du « nazisme ukrainien » et de l'« impérialisme occidental ». Opérant dans une douzaine de pays européens, ils participent depuis le début de la guerre en Ukraine à des attaques par déni de services (DDOS) à l'égard d'institutions russes, d'organes de propagande et de sites d'infrastructures russes et biélorusses.